# Louise Morgan Sill
Pour les articles homonymes, voir Morgan et Sill (homonymie).
 (février 2025).
Si vous disposez d'ouvrages ou d'articles de référence ou si vous connaissez des sites web de qualité traitant du thème abordé ici, merci de compléter l'article en donnant les références utiles à sa vérifiabilité et en les liant à la section « Notes et références ».
Louise Morgan Smith Sill (Honolulu, 18 décembre 1867-West Palm Beach, 31 mars 1961) était une éditrice, traductrice et femme lettres américaine.

## Biographie
Elle était la nièce de Giles Alexander Smith et la fille du brigadier général Morgan Lewis Smith, actif pendant la Guerre de Sécession
Elle est née à Hawaï, à l'époque un royaume indépendant, dont son père était l'ambassadeur[source insuffisante].
Elle publie ses articles dans des magazines comme Scribner's Magazine ou The Atlantic, et elle est éditrice du Harper's Magazine.
Pendant la Première Guerre mondiale, elle travaille dans un hôpital en France.
Elle épouse George Imbrie Sill et ils vivent en Amérique centrale, divorçant en 1908.
Elle traduit des œuvres du français vers l'anglais dans les années 1910 et 1920 et publie des articles mensuels sur la vie culturelle parisienne pour The American Magazine of Art.
Elle passe la majeure partie de sa vie d'adulte à Paris, et elle décède en Floride.